# Смирнов, Игорь Павлович
Игорь Па́влович Смирно́в (род. 19 мая 1941, Ленинград) — советский и немецкий философ

 и филолог, теоретик литературы, культуролог, профессор Констанцского университета (ФРГ).

## Биография
Родился в семье служащих. В 1958—1963 годах учился на филологическом факультете Ленинградского госуниверситета. Дипломную работу посвятил творчеству Николая Асеева. С 1963 года печатается как литературовед.
В 1963—1966 годах учился в аспирантуре Института русской литературы (Пушкинский дом) Академии наук СССР. В 1967 году защитил кандидатскую диссертацию по специальности «филологические науки»; тема: «Художественная преемственность и индивидуальность поэта (Н. Асеев, Н. Заболоцкий, В. Луговской)».
В 1966—1979 годах в качестве младшего научного сотрудника работал в секторе древнерусской литературы Пушкинского Дома под руководством академика Д. С. Лихачёва. В 1977 году написал и подал к защите докторскую диссертацию «Вопросы художественной преемственности (литература Нового времени в соотношении с древнерусскими литературными памятниками и фольклором)».
В 1980—1981 годах получал приглашение занять должность «гостевого профессора» (нем. Gastprofessor) в университетах Гамбурга и Утрехта.
В 1981 году эмигрировал из СССР в ФРГ. В 1982 году получил должность профессора Констанцского университета (ФРГ). Тема вступительного курса лекций: «Неофициальный традиционализм против официального мессианизма (о генезисе двух традиций в русской культуре» (нем. «Inoffizieller Traditionalismus vs. offizieller Messianismus. Zur Genese zweier russischer Kulturtraditionen»).
Занимался также проблемами современной русской литературы (творчество Владимира Сорокина, Дмитрия Пригова, новейшая «женская» проза).
В 2006 году И. П. Смирнов вышел на пенсию.
Соредактор журнала «Славянский мир» (нем. «Die Welt der Slaven», Мюнхен). Член редакционных советов в журналах «Elementa» (Лос-Анджелес). «Новое литературное обозрение» (Москва), «Звезда» (СПб), «Дискурс» (Москва), «Критика и семиотика» (Новосибирск).
Ряд работ И. П. Смирнова написан на немецком языке, его произведения также переведены с русского на английский, немецкий, французский языки.

## Основные исследовательские интересы
- теория литературы
- теория и история культуры
- психоанализ и психология истории
- философская антропология

## Основные работы
- Художественный смысл и эволюция поэтических систем (М., 1977)
- Диахронические трансформации литературных жанров и мотивов. (Diachronische Transformationen literarischer Genres und Motive. Wien 1981).
- Наброски к исторической типологии культуры — реализм постсимволизм (авангард). (Skizzen zur historischen Typologie der Kultur — Realismus Postsymbolismus (Avantgarde). Salzburg 1982)
- На пути к теории литературы (Entwurf einer Literaturtheorie. Amsterdam 1987)
- Бытие и творчество (1989 — СПб.; Sein und Schaffen. Marburg 1990)
- О древнерусской культуре, русской национальной специфике и логике истории. (Zur altrussischen Kultur, ihrer nationalen Spezifik und der Geschichtslogik. Wien 1991)
- Психодиахронологика. Психоистория русской литературы от романтизма до наших дней. (М., 1995)
- Порождение интертекста. (СПб., 1995; Die Generierung des Intertextes. Elemente der intertextuellen Analyse belegt an Beispielen aus dem Werk von B. L. Pasternak. Wien 1985)
- Роман тайн «Доктор Живаго». (М., 1996)
- Свидетельства и догадки. (СПб., 1999)
- Homo Homini — Philosophus… (СПб., 1999)
- Человек человеку — философ. — СПб.: Алетейя, 1999. — 369, [2] с. — 1000 экз. — ISBN 5-89329-175-1.
- Мегаистория. К исторической типологии культуры (СПб., 2000)
- Смысл как таковой. — СПб.: Академический проект, 2001. — 342, [2] с. ; 21 см. — (Современная западная русистика). — 1000 экз. — ISBN 5-7331-0187-3.
- Философия на каждый день (текущее). — М.: Фонд научных исследований «Прагматика культуры», 2003. — 246 с. — 2000 экз. — ISBN 5-98392-004-9.
- Социософия революции (СПб., 2004)
- Генезис: философские очерки по социокультурной начинательности. — СПб.: Алетейя, 2006. — 287, [1] с. — (Историческая книга). — 1000 экз. — ISBN 5-89329-868-3.
- Кризис современности. — М.: Новое литературное обозрение, 2010. — 291, [1] с. — (Библиотека журнала «Неприкосновенный запас»). — 1000 экз. — ISBN 978-5-86793-787-4.
- Превращения смысла (М., 2015)
- От противного. Разыскания в области художественной культуры. — М.: Новое литературное обозрение, 2018.
- Ум хорошо, а два лучше. Философия интеллекта. — М.: Новое литературное обозрение, 2021. — 352 с. — ISBN 978-5-4448-1552-6.

## Премии, награды
- Премия им. А. Е. Крученых (1998)
- Премия им. П. А. Вяземского (1998)
- Премия Андрея Белого (2000)

### Статьи, интервью
- Интервью: Я превозмогаю не человека, а сверхчеловека // Новая Русская книга. № 4/5, 2000.
- Две неизвестные статьи Пастернака о кинематографе? // Звезда. 2007, № 2.
- Михаил Ямпольский. О близком // Новая Русская книга. 2001, № 3-4.
- Мирская ересь (Психологические заметки о философии анархизма)
- Неизвестный солдат. (расширенный вариант текста, напечатанного в альманахе «Место печати», 1994. № 5)
- К изучению символики Анны Ахматовой (раннее творчество) // Поэтика и стилистика русской литературы. — Л.: Наука, 1971. — С. 279—287.